# 1921년 몽골 혁명
1921년 몽골 혁명은 1921년 3월부터 7월까지 이어진 몽골의 혁명으로, 몽골에서는 1921년 인민혁명 또는 간단하게 인민혁명(몽골어: Ардын хувьсгал)이라고 부른다. 몽골 혁명은 몽골 인민공화국 건국으로 이어졌다.
신해혁명에 맞추어 몽골에서도 1911년 혁명이 일어나 청 왕조의 지배를 종식시키고 복드 칸국이 건립되었다. 1915년 캬흐타 조약 이후 러시아 제국과 중화민국은 복드 칸국의 자치를 인정했지만 복드 칸국의 외교권은 중화민국에 이양되었다. 1917년 러시아 내전으로 러시아 제국이 적군과 백군으로 분열되었고, 1920년 10월 1일 복드 칸국과의 국경 지역에 있던 아시아 기마사단의 로만 폰 웅게른슈테른베르크가 복드 칸국을 침입해 복드 칸국에 주둔했던 중화민국군을 공격했다. 1921년 2월 중화민국 대부분을 격퇴한 로만 폰 웅게른슈테른베르크는 복드 칸국의 독립을 회복시켰다.
한편, 캬흐타 조약에 불만을 품은 일부 몽골인들은 1920년 6월 25일 몽골 인민당을 결성한 뒤 8월 이르쿠츠크에서 소련 대표단과 만났다. 이후 1921년 2월 10일, 이르쿠츠크의 볼셰비키들은 "몽골인들의 인민 해방 및 독립을 위한 투쟁을 지지한다"는 성명을 발표했고, 3월 1일 몽골 인민당은 캬흐타에서 임시 정부를 수립했다. 1921년 5월 로만의 아시아 기마사단이 친소련계 극동 공화국을 공격하면서 적군은 다수의 부대를 몽골 방향으로 이동시켜 아시아 기마사단에 맞섰다. 1921년 6월 28일 첫 소련 원정군이 몽골과의 국경을 넘어 진격했고, 7월 6일 소련-몽골 연합군은 울란바토르를 점령했다. 7월 9일 몽골 인민당은 복드 칸국 의회에 권력이 인민의 손에 넘어왔다는 편지를 보냈고, 7월 10일 복드 칸국 의회에는 새로운 내각이 세워졌다.

## 서론

### 1911년 몽골 혁명
약 3세기 동안 청나라는 비한족 변경 민족들을 한족과 분리시키는 정책을 시행했다(성공은 엇갈렸지만). 그러나 19세기 말에 이르러 중국은 서구 열강과 일본이 각자의 영향권을 확보하기 위해 경쟁하면서 분할될 위기에 처했다. 북부 변경에서는 러시아 제국이 청 조정에 영토 보전에 가장 큰 위협이 되는 것으로 여겨졌다. 이에 대응하여 청 정부는 몽골에 한족 식민화를 통해 중국화하고 몽골의 천연자원(광업, 목재, 어업)을 개발하며 군사 훈련과 교육을 실시하는 "신정"(Xin zheng) 또는 "청말신정"이라는 다른 정책을 채택했다.
많은 몽골인들은 "신정"을 자신들의 전통적인 생활 방식에 대한 큰 위협으로 여겼고(이는 청 황제의 권위를 인정할 때 보존하기로 합의된 것이었다), 독립을 추구하기 시작했다. 1911년 7월, 할하부 귀족들은 제쮠담바 후툭투, 즉 몽골의 불교의 수장을 설득하여 몽골이 청나라로부터 독립을 선언해야 한다고 주장했다. 그들은 이 과업에 대한 지원을 얻기 위해 러시아에 소규모 대표단을 파견하기로 합의했다.
1911년 10월, 신해혁명이 발발하여 한 성씩 청 정부로부터 독립을 선언했다. 1911년 12월 1일 외몽골은 독립을 선언하고 후툭투 휘하의 신정정치를 수립했다. 12월 29일 그는 몽골의 복드 칸 (대칸, 또는 황제)으로 즉위했다. 이로써 1911년부터 1919년까지 지속된 복드 칸국 시대가 시작되었다.

### 복드 칸국

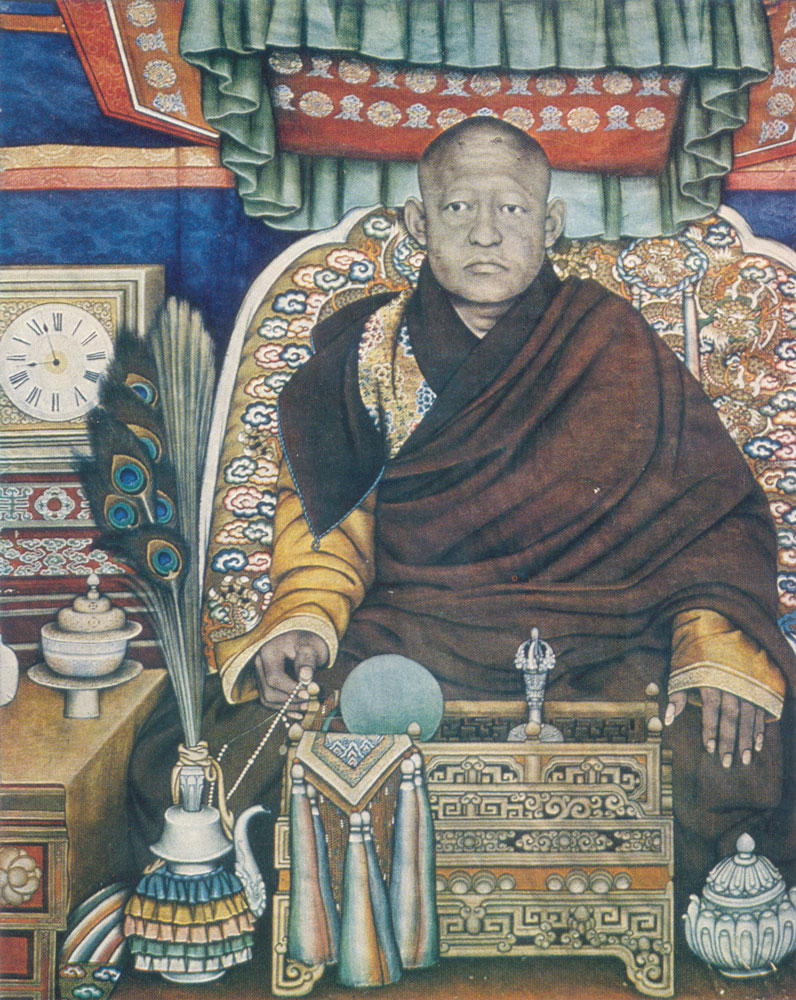
복드 칸

새로운 몽골 정부는 불교 신정주의, 청나라 제국주의적 관습, 그리고 20세기 서구 정치 관행이 융합된 형태였다. 복드 칸은 과거 청나라 황제들의 상징적이고 실질적인 권력을 그대로 계승했다. 그는 "많은 이들의 추대"(Elevated by the Many)라는 연호를 채택했고, 몽골 귀족들은 이제 청나라 황제가 아닌 그에게 조공을 바쳐야 했으며, 복드 칸은 세속 귀족들에게 관직과 인장을 수여할 권리를 가졌다. 이 새로운 국가는 또한 몽골인들이 자신들의 나라를 근대 국가로 재편하려는 열망을 반영했다. 그들은 양원제 국민 의회, 5개 부처로 구성된 정부, 그리고 국가군을 창설했다.
불교 종교 기관은 정치적 이득과 재정적 이익을 위한 새로운 기회를 발견했다. 국가 정부가 존재함에도 불구하고 실질적인 권력은 복드 칸의 궁정에 있었다. 종교 기관은 자체 목적으로 세입을 전유했다. 예를 들어, 종교 기관은 전통적으로 세속 영주들에게 봉사와 세금을 바쳐왔던 부유한 목축민들을 종교 사유지(이흐 샤브')로 편입시킴으로써 재정 보유액을 확대했다. 불교 종교 기관의 탐욕이 시간이 지남에 따라 세속 귀족들에게 불만을 일으켜 새로운 국가가 세워진 신정주의의 원칙 자체를 거부하게 되었다는 오해가 널리 퍼져 있다. 몽골과 러시아 자료에 따르면, 몽골 사회는 전반적으로 신정 정치에 만족했지만 국가의 미래 발전에 대한 견해는 달랐다.
외교적으로 몽골은 1912년부터 1915년까지 내몽골 자치구, 서몽골, 상몽골, 바르가 몽골인, 탕누 우량하이를 포함하는 새로운 범몽골 국가의 국제적 승인을 얻기 위해 끊임없이 노력했다. 중화민국은 자국에 대한 중국의 주권을 재확립하기 위해 할 수 있는 모든 것을 했다. 러시아는 몽골의 완전한 독립을 지지하기를 거부했고, 중국의 주권 회복에도 동의하지 않았다. 이 문제는 1915년 캬흐타 조약 (1915년)에 의해 해결되었는데, 이 조약은 중국 국가 내에서 몽골의 자치권을 제공하고 중국이 몽골에 군대를 파견하는 것을 금지했다. 중국과 몽골 모두 다른 이유로 인해 이 조약에 똑같이 불만족스러워했다.

## 자치권 폐지
1917년 러시아 혁명과 1년 후의 러시아 내전 발발은 몽골-중국 역학 관계를 변화시켰다. 임박한 볼셰비키 침공 소문에 대응하여 몽골인들은 매우 마지못해 울란바토르의 중국 고등판무관 천이(陳毅)의 많은 격려를 받고 나서야 1918년 여름 중국에 군사 지원을 요청했다(약 200~250명의 병력이 9월에 도착했다). 실제 침공은 일어나지 않았고, 그래서 복드 칸 정부는 병력 철수를 요청했다. 베이징 정부는 캬흐타 조약 위반을 몽골에 대한 중국 주권 회복의 첫 단계로 간주하여 거부했다.

1919년 초, 백군 장군 그리고리 세묘노프는 시베리아에서 부랴트인과 내몽골인들을 모아 범몽골 국가를 형성하려 했다. 할하부는 참여를 권유받았으나 거부했다. 세묘노프는 그들을 강제로 참여시키기 위해 침공을 위협했다. 이 위협은 세속 왕자들을 자극했고, 그들은 이제 더 큰 기회를 보았다. 즉, 신정 통치의 종말이었다. 8월, 몽골 외무장관은 "네 개의 아이막 대표"(즉 할하부)의 메시지를 가지고 천이에게 접근하여 세묘노프에 대한 군사 지원을 요청했다. 아마도 더 중요한 것은, 그 메시지에는 할하부가 자치권을 폐지하고 이전 청나라 체제를 복원하려는 열망에 만장일치로 동의한다는 선언이 포함되어 있었다. 

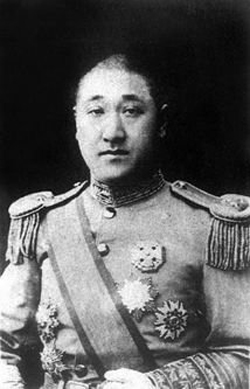
쉬슈정

 복드 칸 대표들의 참여로 즉시 협상이 시작되었다. 10월까지 천이와 몽골 왕자들은 "64개 조항"이라는 일련의 조건에 합의했으며, 이는 사실상 정치 및 행정 체제를 재창조하는 것이었다. "조항"은 의회에 제출되었다. 상원은 이에 동의했고, 하원은 동의하지 않았다. 그러나 이 문제뿐만 아니라 과거 의회에 제출된 다른 모든 문제에서 상원이 우세했다. 천이는 초안 조항을 베이징으로 보냈다. 복드 칸은 몽골 사람들이 자치권 폐지를 원하지 않는다는 내용의 서신과 함께 라마 대표단을 베이징으로 파견했다. 그는 이것이 모두 천이의 계략이며, 천이를 소환해 달라고 요청했다. 그러나 중국 정부는 몽골에 자치권 폐지에 대한 합의가 존재했는지 여부에 대한 심오한 논쟁에는 관심이 없었다. "조항"은 중국 국민 의회에 제출되어 10월 28일에 승인되었다.
중국에서 전개되고 있던 정치적 사건들은 몽골 역사를 근본적으로 변화시켰다. 베이징 정부는 돤치루이가 이끄는 "환계군벌"이라는 군벌 집단에 의해 통제되고 있었다. 정부는 파리 강화 회의에서 산둥 문제의 정당한 해결을 얻지 못한 것에 대해 심각한 대중적 비판을 받고 있었다. 또한 표면적으로는 제1차 세계 대전 중 유럽에서의 복무를 위해 조직되었지만 실제로는 돤치루이의 내부 통제를 유지하는 데 사용되었던 돤치루이의 "참전군"에 대한 비판도 있었다. 비판을 피하기 위해 그는 단순히 자신의 직책을 "변방방어국"으로, 자신의 군대를 "변방방어군"으로 개칭했다. 1919년 6월, 돤치루이 파벌의 저명한 구성원인 쉬슈정이 "서북변방독판"으로 임명되어 외몽골의 최고 중국 군사 및 민간 관리가 되었다.
앞서 4월에 쉬슈정은 몽골의 완전한 사회 및 경제 재건을 위한 계획을 베이징 정부에 제출했으며, 특히 중국 식민화와 중국인과 몽골인 간의 혼인을 장려하여 "몽골인의 풍습을 변화"시킬 것을 제안했다. 요컨대, 쉬슈정은 그의 권한 아래 몽골의 완전한 중국화 외에는 아무것도 원하지 않는 것처럼 보였다.

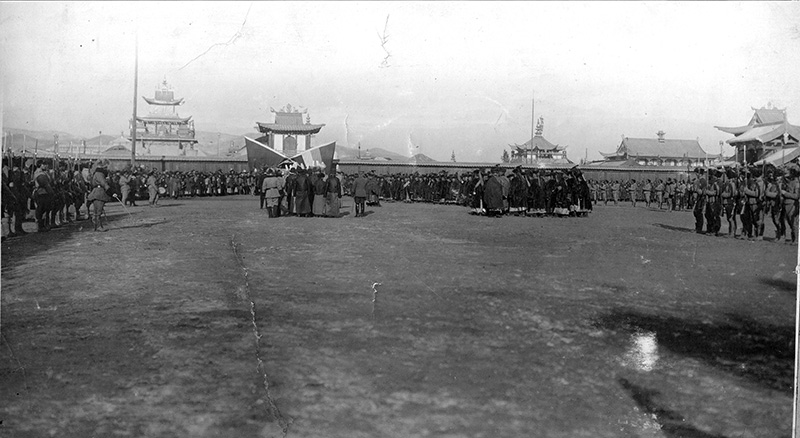
1920년 몽골 자치권 폐지 기념식

몽골에 일종의 자치권을 보장했던 천이의 64개 조항은 쉬에게 그의 계획을 포기하도록 강요했을 것이다. 이것이 그의 개인적인 개입 시기를 설명할 수 있다. 쉬는 10월에 군사 파견대와 함께 울란바토르에 도착했다. 그는 천이에게 64개 조항은 인구 증가(아마도 중국 식민화를 통해)와 경제 발전을 요구하는 새로운 제안, 즉 그의 "8개 조항"에 근거하여 재협상되어야 한다고 알렸다. 쉬는 이 조항들을 복드 칸에게 제시하며 비준을 거부할 경우 칸이 추방될 것이라고 위협했다. 복드 칸은 이 조항들을 몽골 의회에 제출했다. 이전과 마찬가지로 상원은 이를 수락했지만, 하원은 수락하지 않았다. 하원의 일부 의원들은 심지어 쉬를 강제로 추방하겠다고 위협하기도 했다. 라마들이 쉬의 계획에 가장 강력하게 저항했다. 그러나 다시 상원이 우세했다. 1919년 11월 17일, 쉬는 장관들과 차관들이 서명했지만 복드 칸 본인은 서명하지 않은 자치권 폐지 청원서를 수락했다.
쉬는 베이징으로 돌아가 환계군벌이 준비한 영웅적인 환영을 받았다. 12월에는 권력 이양 공식 의식을 조직하기 위해 울란바토르로 돌아왔다. 병사들은 복드 칸 궁전으로 가는 길 양쪽에 줄지어 서 있었고, 중국 대통령의 초상화가 가마에 실려 운반되었으며, 그 뒤를 중국 공화국 국기가 따르고 군악대가 뒤따랐다. 몽골인들은 중국 주권의 상징 앞에서 반복적으로 절해야 했다. 그날 밤, 일부 몽골 목축민과 라마들은 궁전 밖에 모여 문에 걸려 있던 중국 공화국 국기를 찢어 내렸다.

## 저항

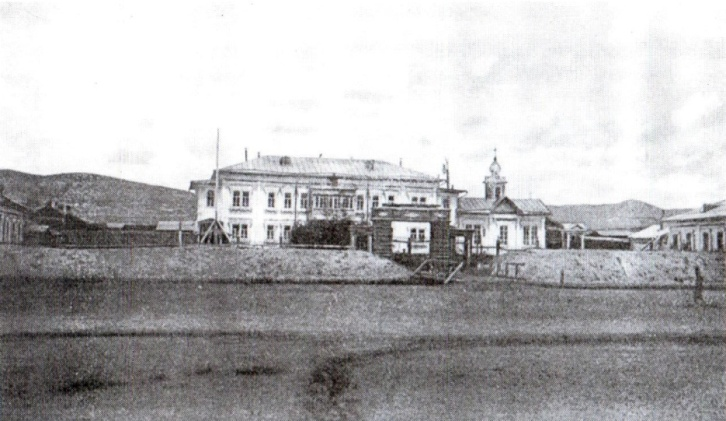
도그소민 보두가 가르치고 영사 언덕 그룹을 이끌었던 울란바토르의 러시아 영사관

1919년과 1920년 초 사이에 몇몇 몽골인들은 나중에 "영사 언덕"(Konsulyn denj)과 동 울란바토르(Züün khüree) 그룹으로 알려진 조직을 결성했다. 이것이 쉬와 자치권 폐지에 대한 저항의 시작이었다.
첫 번째 그룹은 주로 도그소민 보두 (1885–1922) 덕분에 존재했다. 그는 복드 칸 시대에 울란바토르의 러시아 영사관에서 일했던 고학력 35세 라마였다. 보두와 유르트를 함께 사용한 사람은 나중에 "몽골의 이오시프 스탈린"으로 알려질 허를러깅 처이발상 (1895–1953)이었다. 러시아-몽골 인쇄소의 조판공이자 울란바토르 볼셰비키 지하 조직의 일원인 미하일 쿠체렌코(Mikhail Kucherenko)가 가끔 보두와 처이발상을 방문했다. 대화는 분명 러시아 혁명과 몽골의 정치 상황에 대한 것이었을 것이다. 시간이 지나면서 다른 몽골인들도 보두와 처이발상과 함께 자치권 폐지와 몽골 왕자 및 고위 라마들의 중국에 대한 효과적인 저항 실패에 대해 논의에 참여했다.
동 울란바토르 그룹의 지도자들은 재무부 관리였던 솔리인 단잔 (1885-1924)과 육군부 관리였던 단스란빌레긴 도그솜 (1884-1939)이었다. 당시에는 덜 두드러졌지만, 또 다른 구성원은 몽골군 병사였던 담딩 수흐바타르 (1893-1923)였는데, 그는 사망 후 공산주의 역사가들에 의해 "몽골의 블라디미르 레닌"으로 추앙받았다. 동 울란바토르 그룹의 시작은 1919년 11월 중순으로 거슬러 올라갈 수 있다. 쉬슈정에 의해 몽골 의회 하원이 해산된 직후 첫날 밤, 단잔과 도그솜을 포함한 더 강경한 하원 의원 몇몇이 비밀리에 만나 중국에 저항하기로 결의했다. 그들은 복드 칸에게 두 번이나 무력 저항에 대한 지지를 얻으려 했지만, 칸은 두 번 모두 인내를 권했다. 이 그룹은 몽골군 무기고를 점령하고 쉬슈정을 암살하려 했지만, 무기고에 중국 경비병이 배치되고 쉬의 여행 일정이 변경되면서 두 계획 모두 좌절되었다.

## 몽골 인민당의 형성
울란바토르의 러시아 망명자들은 볼셰비키 동조자들이 이끄는 혁명적인 "시의회"를 선출했는데, 이들은 영사 언덕 그룹에 대해 알게 되었다. 1920년 3월 초, 시의회는 회원 중 한 명인 I. 소로코비코프를 이르쿠츠크로 보내고 있었다. 그는 이 몽골인들에 대한 보고서도 가져가야 한다고 결정했다. 소로코비코프는 두 그룹의 대표들을 만났다. 6월에 울란바토르로 돌아와서 그는 다시 그들을 만났고, 소련 정부가 몽골 "노동자들"에게 "모든 종류의 지원"을 제공할 것이라고 약속했다. 그는 그들에게 추가 논의를 위해 러시아에 대표를 보내도록 초대했다.
이제 두 그룹 모두 새로운 목표 의식에 사로잡혔다. 그들은 서로 조심스러운 거리를 유지했는데, 아마도 서로 다른 의제 때문이었을 것이다. 즉, 영사 언덕 그룹은 다소 진보적인 사회 프로그램을 옹호한 반면, 동 울란바토르 그룹은 목표 면에서 더 민족주의적이었고, 두 그룹 간의 협력은 거의 없었다. 소련의 초대가 이를 변화시켰다. 두 그룹은 6월 25일에 만나 "몽골 인민당"(나중에 몽골 인민혁명당으로 개칭)을 결성하고 "당 서약"을 채택했으며, 단잔과 처이발상을 러시아 대표로 보내기로 합의했다.
단잔과 처이발상은 7월 상순 친소련계 극동 공화국의 수도인 베르흐네우딘스크에 도착했다. 그들은 당시 정부 수반 대행이었던 보리스 슈먀츠키를 만났다. 슈먀츠키는 그들에 대해 아는 것이 거의 없었고, 3주 동안 몽골인들에게 중국에 맞서 군사 지원을 제공할지 여부에 대한 소련의 신속한 결정을 요구하는 것을 피했다. 마침내, 아마도 슈먀츠키의 제안에 따라, 그들은 울란바토르의 몽골 인민당 당원들에게 복드 칸의 인장이 찍힌 서한을 공식적으로 소련에 지원을 요청하는 암호화된 메시지와 함께 보내라고 전보를 보냈다. 몽골 인민당은 어렵게나마 칸의 궁정으로부터 서한을 얻어내는 데 성공했다. 5명의 당원—D. 로솔, 담빈 차그다르자브, 도그솜, L. 덴데브, 그리고 수흐바타르—이 서한을 베르흐네우딘스크로 가져왔다. 7명의 남자가 슈먀츠키를 만났을 때, 그는 그들의 요청에 대해 결정할 권한이 없으며, 이르쿠츠크로 가야 한다고 말했다.
8월에 이르쿠츠크에 도착한 몽골인들은 나중에 코민테른(Comintern) 극동 사무국으로 재편될 조직의 수장을 만나 군사 교관, 소총 1만 정, 대포, 기관총, 그리고 돈이 필요하다고 설명했다. 그들은 이번에는 복드 칸의 이름이 아닌 당의 이름으로 목표와 요청을 명시한 새로운 서한을 작성해야 한다고 들었다. 그러한 청원은 옴스크의 시베리아 혁명 위원회에서 검토해야 할 것이었다.
몽골인들은 세 그룹으로 나뉘었다. 단잔, 로솔, 덴데브는 옴스크로 떠났고, 보두와 도그솜은 울란바토르로 돌아가 당원 수를 늘리고 군대를 조직하기로 했다. 수흐바타르와 처이발상은 다른 그룹 간의 통신 연락책 역할을 하기 위해 이르쿠츠크로 향했다. 헤어지기 전에 그룹은 더 혁명적인 메시지가 담긴 새로운 호소문을 작성했다. 몽골 귀족의 세습 권력은 폐지되고, 복드 칸이 제한 군주로서 수장이 되는 민주 정부로 대체될 것이라는 내용이었다. 이 문서는 또한 즉각적인 군사 지원 요청도 포함하고 있었다.

몽골 혁명가들
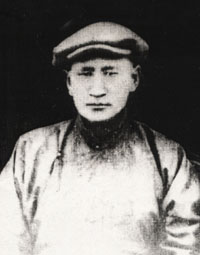
도그소민 보두
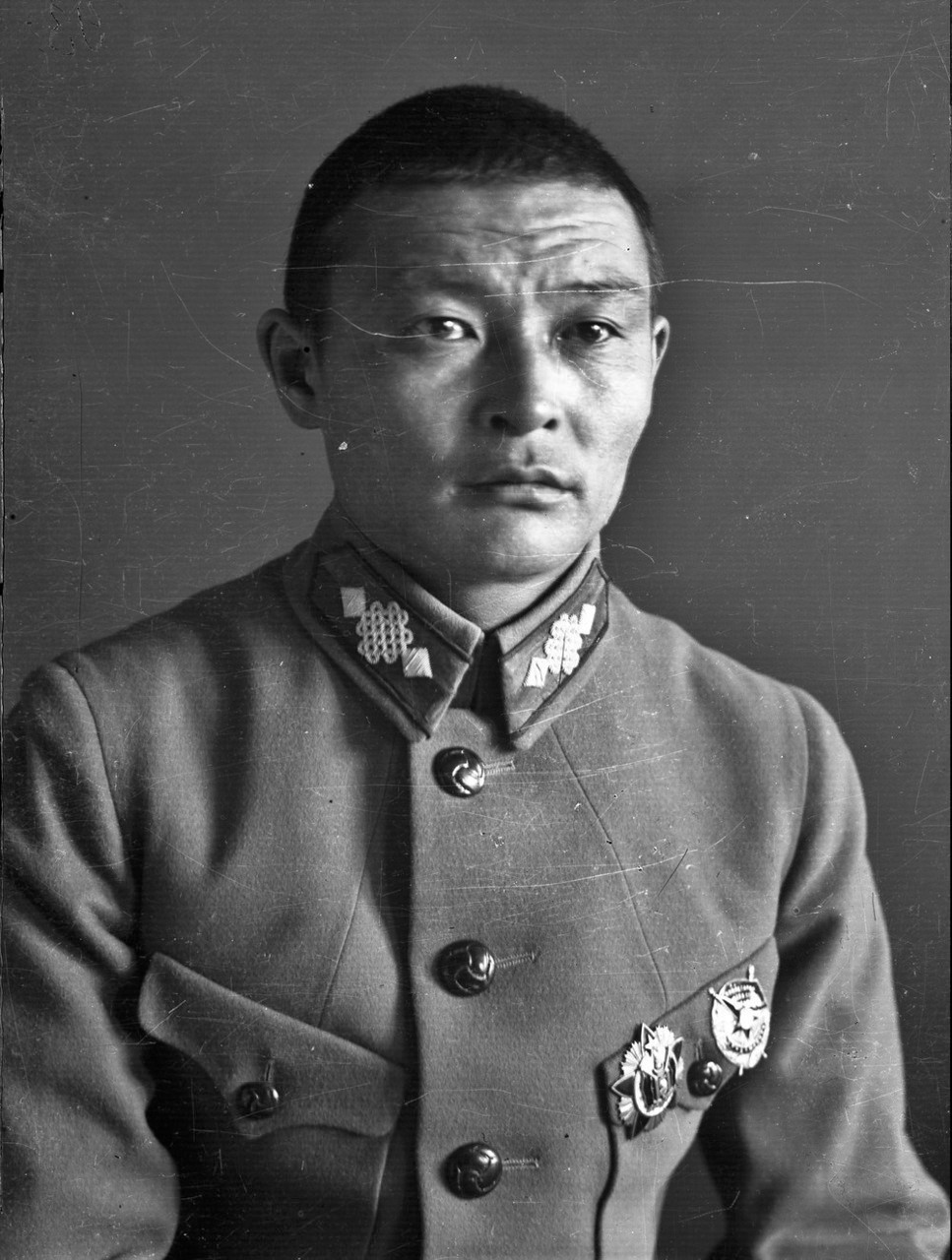
허를러깅 처이발상
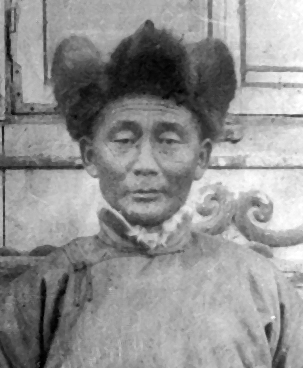
솔리인 단잔
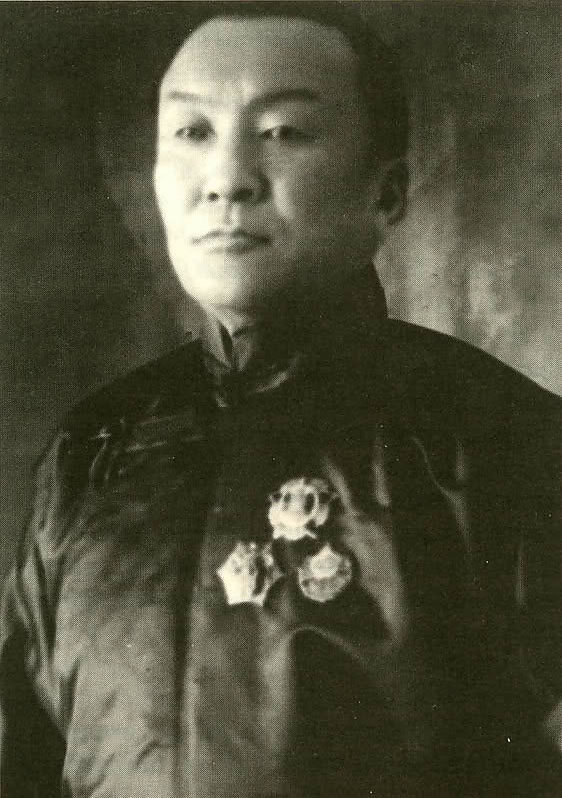
단스란빌레긴 도그솜
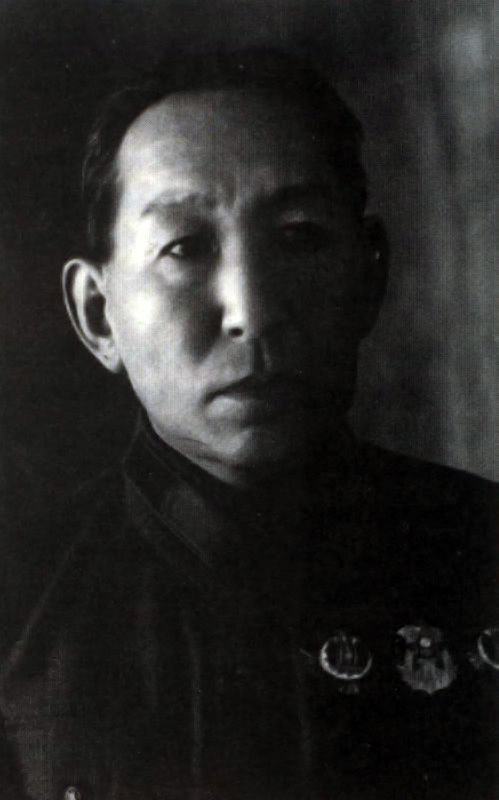
다리자브인 로솔
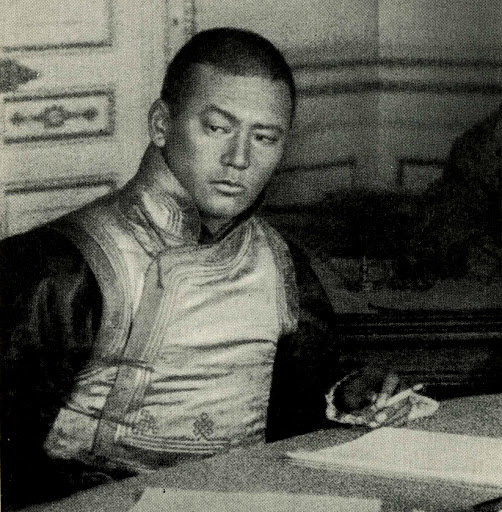
담딩 수흐바타르

## 웅게른슈테른베르크

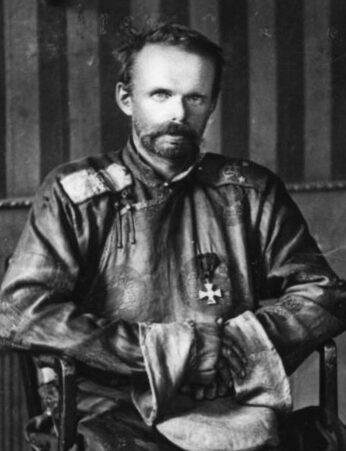
로만 폰 웅게른슈테른베르크 남작

옴스크에서 소련 당국자들과 여러 차례 회의를 거친 후, 몽골 대표단은 그러한 중요한 문제는 모스크바에서만 결정될 수 있다고 통보받았다. 단잔과 그의 동지들은 모스크바로 떠나 9월 중순경 도착했다. 한 달 넘게 그들은 소련 및 코민테른 관리들과 자주 만났지만 결론을 내지 못했다.
그러나 로만 폰 웅게른슈테른베르크 남작 휘하의 백군이 몽골을 침공하면서 소련 정부는 행동에 나섰다. 1920년 10월 말부터 11월 초까지 그의 지휘를 받는 약 1,000명의 병력이 울란바토르의 중국 수비대(약 7,000명)를 포위했다. 11월 10일 또는 11일, 몽골인 3명은 급히 소련 당국과의 회의에 소환되었다. 그들은 당에 필요한 모든 무기가 공급될 것이지만, 몽골로 신속히 돌아가 당원 수를 늘리고 군대를 조직해야 한다는 말을 들었다. 동시에 모스크바는 소련 제5 붉은 군대에 몽골 국경을 넘어 웅게른슈테른베르크 남작의 군대를 파괴하라는 명령을 내렸다.
그러나 울란바토르에 주둔한 중국군은 웅게른슈테른베르크 남작의 공격을 성공적으로 격퇴했다. 이로 인해 소련의 전략이 변경되었다. 극동 공화국의 군대는 이미 지쳐 있었다. 적군의 제5군만이 동부 전선에 남아 있었고, 이미 1920년 말까지 많은 숙련된 부대가 해체되거나 폴란드와의 전투를 위해 서쪽으로 보내지거나 심각하게 손상된 시베리아 경제를 복구하는 데 필요한 노동 전선에 배치되었다. 따라서 중국군이 웅게른슈테른베르크 남작을 격퇴하자 소련은 11월 28일에 침공 명령을 철회했다.
그러나 웅게른슈테른베르크 남작은 1921년 2월 초에 두 번째 공격을 감행했다. 이번에는 성공적이었다. 중국 병사들과 민간인들은 혼란에 빠져 도시를 떠났다. 울란바토르의 함락과 함께 올리아스타이와 허브드에 주둔했던 중국 행정부와 군 수비대는 신장으로 급히 철수했다. 복드 칸은 웅게른슈테른베르크 남작에 의해 몽골의 군주로 복위되었다. 복드 칸과 그의 정부도 복원되었으며, 2월 22일 엄숙한 의식이 거행되었다.

## 몽골 인민당의 성장

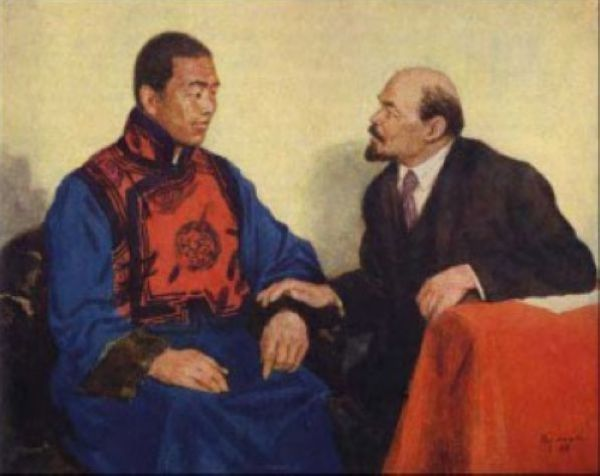
볼셰비키 포스터, 수흐바타르가 레닌과 만나는 모습

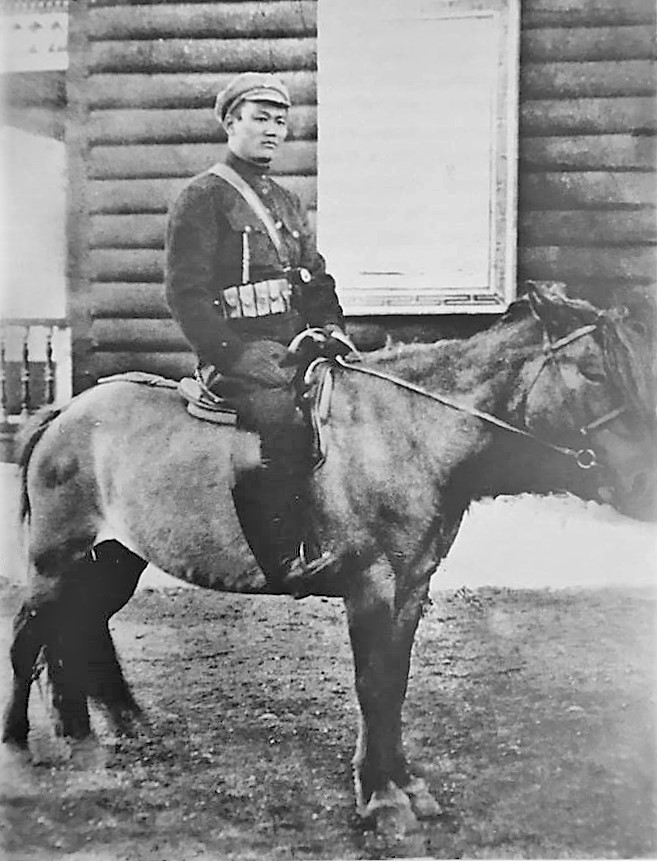
트로이츠코사프스크의 담딩 수흐바타르

웅게른슈테른베르크 남작의 울란바토르 점령 소식은 소련의 계획에 다시 영향을 미쳤다. 2월 10일 이르쿠츠크에서 열린 코민테른 전체 회의는 "몽골 인민의 해방과 독립을 위한 투쟁을 돈, 총, 군사 교관으로 지원한다"는 공식 결의안을 통과시켰다. 소련의 지원으로 몽골 인민당은 이제 강력한 권력 경쟁자가 되었다. 당은 그동안 다소 무정형하고 느슨하게 연결되어 있었는데, 더 나은 조직적이고 이념적인 정의가 필요했다. 당 회의(나중에 몽골 인민혁명당의 첫 번째 대회로 간주됨)는 3월 1일부터 3일까지 캬흐타에서 비밀리에 열렸다. 첫 번째 회의에는 17명이 참석했고, 두 번째 회의에는 26명이 참석했다. 당은 수흐바타르가 이끄는 군 사령부 창설을 승인하고 두 명의 러시아 고문을 두었으며, 단잔이 의장을 맡고 코민테른 대표 한 명이 포함된 중앙 위원회를 선출하고, 진보적인 부랴트인 잠스랑인 체벤이 작성한 당 선언문을 채택했다. 3월 13일, 7명으로 구성된 임시 정부가 수립되었고, 곧 보두가 수장이 되었다. 3월 18일, 몽골 게릴라군은 모집과 징집을 통해 병력이 400명으로 늘어나 캬흐타의 중국 진영인 캬흐타 마이마이청을 점령했다. 이제 당은 새로운 자신감에 사로잡혔다. 당은 정부 수립, 중국군 추방, 그리고 영구 정부를 선출하기 위한 "대중 대표" 회의 소집을 약속하는 선언을 발표했다. 임시 정부와 복드 칸 궁정 사이에는 일종의 선전전이 뒤따랐다. 당은 백군에 맞서 무기를 들고 일어설 것을 촉구하는 전단지를 북부 국경에 뿌렸고, 복드 칸 정부의 합법 정부는 이 혁명가들이 몽골 국가를 파괴하고 불교 신앙의 근간을 뒤흔들 의도를 가지고 있다는 경고를 같은 지역에 퍼뜨렸다.
새로운 소련 정부는 중국과의 외교 관계 수립에 열심이었다. 중국 베이징에 대표를 파견했고, 중국 정부도 모스크바에 대표를 파견하여 화답했다. 아마도 소련이 몽골을 너무 공개적으로 지원하는 것을 주저했던 주된 이유는 그러한 협상에 해를 끼칠까 하는 두려움 때문이었을 것이다. 그러나 1921년 초에 몽골에 대한 공개적인 소련 지원을 막는 모든 제약이 사라졌다. 중국은 1921년 1월 소련 정부와의 회담을 중단했고, 중국 정부는 웅게른슈테른베르크 남작을 처리할 능력이 없는 것처럼 보였으며, 3월 초에는 백군에 대한 소련의 군사 지원을 거부했다. 이때 러시아는 몽골 혁명에 확고히 전념하게 되었다.
이러한 약속의 실질적인 표현은 3월에 MPP로 유입되는 소련 고문과 무기의 증가였다. 3월과 4월에 소련과 극동 공화국 부대는 캬흐타로 이동했고, 몽골군은 게릴라 병력을 800명으로 두 배로 늘렸다. 웅게른슈테른베르크 남작의 군대는 6월 초 캬흐타를 공격했다. 그는 자신의 병력보다 몇 배나 많은 붉은 군대 병력과 마주쳤고, 백군은 막대한 손실을 입고 후퇴했다. 6월 28일, 소련 주력 원정군이 몽골 국경을 넘어 진격했고, 7월 6일, 첫 번째 몽골 및 러시아 부대가 울란바토르에 진입했다.
과거에는 웅게른슈테른베르크 남작에 대해 몽골/몽골 공산군이 그를 물리치고 광범위한 고문과 살해에 대해 적절히 처형했다고만 일반적으로 언급되었다.
몽골 혁명가들은 즉시 일에 착수했다. 7월 9일, 그들은 복드 칸의 궁정에 권력이 이제 인민의 손에 넘어왔다고 알리는 서한을 보냈다. "현재의 혼란은 [세습] 지도자들의 부족함과 기존 법률 및 상황이 더 이상 시대 정신과 일치하지 않는다는 사실 때문입니다. 따라서 종교를 제외한 모든 것은 점진적으로 변화될 것입니다." 다음 날, 당 중앙 위원회는 제한 군주인 제쮠담바 후툭투와 함께 보두가 이끄는 새 정부 수립을 선언하는 결의안을 발표했다. 7월 11일, 그는 몽골의 왕좌에 공식적으로 즉위했다.

## 여파

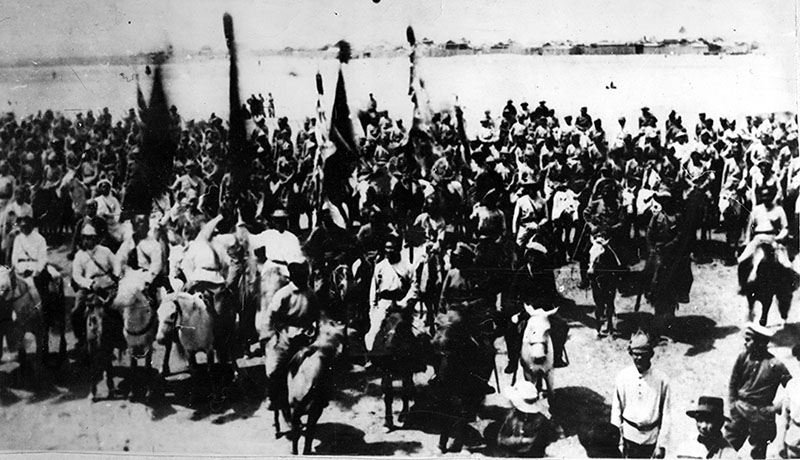
8월 울란바토르를 점령한 소련군과 몽골군 기병대

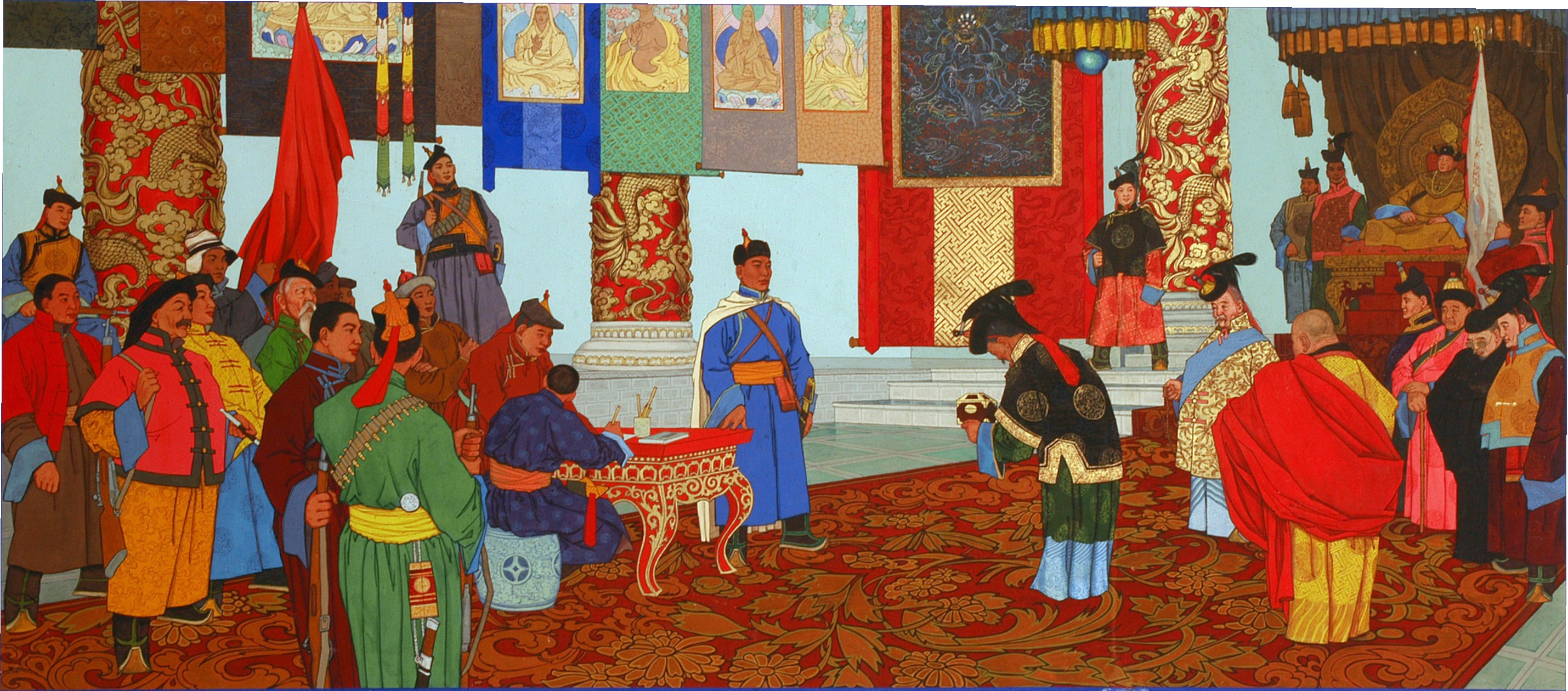
수흐바타르가 이끄는 인민당으로 정권이 이양된 몽골(회화)

이제 패배한 웅게른슈테른베르크 남작의 군대는 무너지기 시작했다. 그의 부하들은 그를 버렸고, 그는 붉은 군대 파견대에 의해 체포되었다. 소련은 그해 말 그를 처형했다. 이후 전투는 서몽골로 옮겨졌고, 1921년 말까지 백군은 파괴되거나 추방되었다.
중국 정부는 웅게른슈테른베르크 남작의 침공에 무관심하지 않았고, 장쭤린을 원정군 사령관으로 임명하여 이를 처리하게 했다. 그러나 7월 붉은 군대의 울란바토르 점령과 중국 군벌 내부 정치로 인해 그는 계획을 포기할 수밖에 없었다. 1921년 6월 중국군은 고비 사막에서 카사그란디 대령 휘하의 350명 규모 백러시아군 대부분을 학살했으며, 소련 붉은 군대가 웅게른슈테른베르크를 격파한 후 중국군이 백러시아 잔당들을 소탕하면서 단 두 차례에 걸쳐 42명과 35명만이 개별적으로 항복했다. 같은 여름, 웅게른슈테른베르크 군대의 다른 부랴트 및 백러시아 잔당들은 소련 붉은 군대와 몽골군에 의해 학살당했으며, 올리아스타이에서는 몽골인들이 웅게른슈테른베르크에게 충성한 반그다보프 대령 휘하의 부랴트인들을 몽둥이로 때려죽였다.
외교적으로 소련은 중국에 몽골과 중국의 관계를 논의하기 위해 1914-15년 회의와 유사한 삼국 회의 개최를 제안했다. 그러나 중국 정부는 장쭤린의 원정 가능성에 고무되어 몽골이 중국의 일부이므로 국제 협상의 대상이 될 수 없다고 답했다. 1924년이 되어서야 중국-소련 조약이 체결되었고, 이 조약으로 소련은 몽골을 중국의 필수적인 부분으로 인정하고 군대 철수에 동의했다. 조약에도 불구하고, 그해 후툭투의 죽음은 몽골 인민당이 신정 정치를 완전히 폐지할 기회를 제공했고, 당은 몽골 인민공화국 수립을 발표했다. 1946년에 중국 국민당 정부는 몽골 인민공화국의 완전한 주권을 인정했지만, 국민당이 이끄는 중화민국은 대만으로 후퇴한 후 이 인정을 철회했다. 그러나 중화민국은 2002년에 몽골의 독립을 재차 인정했다.
2012년 5월 21일, 중화민국 대륙위원회는 몽골(대만에서 일반적으로 외몽골로 알려짐)을 독립 국가로 간주해야 한다고 밝혔다. 또한, 이 성명은 외몽골이 헌법상 영토 주장의 일부라는 것을 부인했다. 그러나 대만 정부는 2017년까지 몽장위원회 장관을 계속 임명했다.

## 같이 보기
- 1911년 몽골 혁명
- 외몽골 점령
- 소련의 몽골 개입
- 몽골 인민공화국

### Bibliography
- 처이발상, 허를러깅; 로솔, 다리자브인; 데미드, D. (1934). 《몽골 인민공화국 건국 약사》 Монголын ардын üндеснии кхувьсгал анкх üüсег баигуулагдсан товч тüüкх [Brief history of the founding of the Mongolian People's Republic] (몽골어) 1. 울란바토르.
- Ewing, Thomas E. (July 1980). 《러시아, 중국, 몽골 인민 공화국의 기원, 1911-1921: 재평가》. 《슬라브 및 동유럽 검토》 58 (런던). 399–421쪽. JSTOR 4208079.
- 나산발지르, Ts. (1960). 《몽골 인민 정부의 혁명적 조치, 1921-1924년》 [Revolutionary measures of the Mongolian people's government, 1921–1924] (러시아어). 모스크바.

틀:Mongolia topics